# 블랙 호크 다운 (책)
블랙 호크 다운(Black Hawk Down ; A Story of Modern War)은 1999년 미국의 작가, 저널리스트, 영화 시나리오작가이자 대학교수인 마크 보우든(Mark Bowden)이 모가디슈 전투(Battle of Mogadishu, Battle of the Black Sea <고딕 서펀트 작전, Operation Gothic Serpent>)를 기록한 책이다. 리들리 스콧 감독이 《블랙 호크 다운》으로 영화화했다.

## 같이 보기
- 모가디슈 전투 (1993년)